# Râul Clențu
Râul Clențu este un curs de apă, afluent al râului Suseni. 